# 大莞村
大莞村（おおいむら）は、福岡県三潴郡にあった村。現在の三潴郡大木町の一部。

## 地理
筑後平野のほぼ中央で、山ノ井川、花宗川の両下流の間の平野に位置していた。

## 歴史
- 1889年（明治22年）4月1日 - 町村制の施行により、三潴郡大薮村、高橋村、奥牟田村、三八松村、筏溝村が合併して村制施行し、大莞村が発足[1][2]。
- 1908年（明治41年）- 大莞郵便局開設[1]
- 1915年（大正4年）- 有限責任大莞信用購買販売利用組合設立[1]。
- 1955年（昭和30年）1月1日 - 三潴郡大溝村、木佐木村と合併して大木町を新設して廃止[1][2]。